# Петтер Андерссон
Петтер Андерссон (швед. Petter Andersson, нар. 20 лютого 1985, Шеллефтео) — шведський футболіст, що грав на позиції півзахисника за «Гаммарбю», «Гронінген» та «Мідтьюлланд», а також за національну збірну Швеції.

## Клубна кар'єра
У дорослому футболі дебютував 1999 року виступами за команду «Люсваттнетс ІФ». Згодом грав за інші нижчолігові команди, а 2003 року приєднався до лав  «Гаммарбю».
2008 року перебрався до Нідерландів, уклавши контракт із «Гронінгеном». Відіграв за команду з Гронінгена наступні чотири сезони своєї ігрової кар'єри.
Протягом 2012–2016 років виступав у першості Данії, захищаючи кольори «Мідтьюлланда». 
Влітку 2016 року повернувся на батьківщину, уклавши однорічний контракт із «Гаммарбю». Утім за його команду так і не зіграв жодної гри після повернення, а наприкінці того ж року оголосив про завершення ігрової кар'єри через проблеми зі здоров'ям.

## Виступи за збірні
2001 року дебютував у складі юнацької збірної Швеції (U-16), загалом на юнацькому рівні за команди різних вікових категорій взяв участь у 22 іграх, відзначившись 9 забитими голами.
Протягом 2004–2006 років залучався до складу молодіжної збірної Швеції. На молодіжному рівні зіграв у 20 офіційних матчах.
2005 року взяв участь у двох офіційних матчах у складі національної збірної Швеції.